# 吉野めぐみ
吉野めぐみ（よしの めぐみ、6月25日 - ）は神奈川県出身のタレント、元レースクイーン。

## 来歴
- 2007年、DUNLOPのキャンペーンガール『DIGICCO』のメンバーとして、栗原海、渕脇レイナ、根本愛と共に1年間活動した。
- 2008年からバラエティ番組やドラマに出演している。
- 2008年のスーパー耐久最終戦の1戦のみ、エンドレスレディとしてレースクイーン復帰した。

## 出演

### テレビ
- TBS『モノコト進化論』
- チバテレビ『勝利の女神 〜3rdSTAGE〜』 （レギュラーメンバーとして出演）
※地上波放送後～1ヵ月後から「エンタ!371」「パンチクラブ」にて放送
- テレビ朝日『『ぷっ』すま』
- TBSドラマ『ROOKIES』（2-Bレギュラー生徒・山沖めぐみ役）
  - TBS映画『ROOKIES -卒業-』生徒役で出演（進級し学年が3年になっていたが同役と思われる）
- フジテレビ『ジャンクSPORTS』
- テレビ東京ドラマ『マジすか学園』（馬路女生徒役・矢場久根生徒役・看護士の声）
- 日本テレビ『魔女たちの22時』（魔女の娘役）
- TBSドラマ『タンブリング』（3-Eレギュラー生徒・宇野かおる役）
- テレビ埼玉『魁!!情報局』
- テレビ埼玉『EDO KIDS』

### ラジオ
- DUNLOP FUTURE HITS（TOKYO FM系全国ネット）

### イベント
- 2007年東京オートサロンDUNLOP FALKENステージ
- 2007年大阪オートメッセDUNLOP FALKENステージ
- 2007年SUPER GT DUNLOPブースステージ
- 2007年中国上海モーターショーDUNLOPステージ
- 2008年東京国際アニメフェア　メディアファクトリーブース
- 2009年アジアオートサロン（シンガポールにて開催）
- 2010年東京ゲームショウ　ソフトバンクテレコムサービスブース
- 2012年a-nation  スチームクリームガール
- 2012年東京ゲームショウ  ソニーエクスペリアブース

他 サマーソニック、ロッキンオンフェスティバル、モーターショー等

### 雑誌
- REV SPEED

### 舞台
- 『白地に赤く〜そして僕は風になった〜』（2008年）
- 『悪妻身につかず』（2010年）
- 『ONE MORE 夜露死苦』（2010年）